# Apatura pallescens
Apatura pallescens är en fjärilsart som beskrevs av Schultz 1904. Apatura pallescens ingår i släktet Apatura och familjen praktfjärilar. Inga underarter finns listade i Catalogue of Life.